# Cerynea sobria
Cerynea sobria là một loài bướm đêm trong họ Erebidae.